# Больница Святого Варфоломея

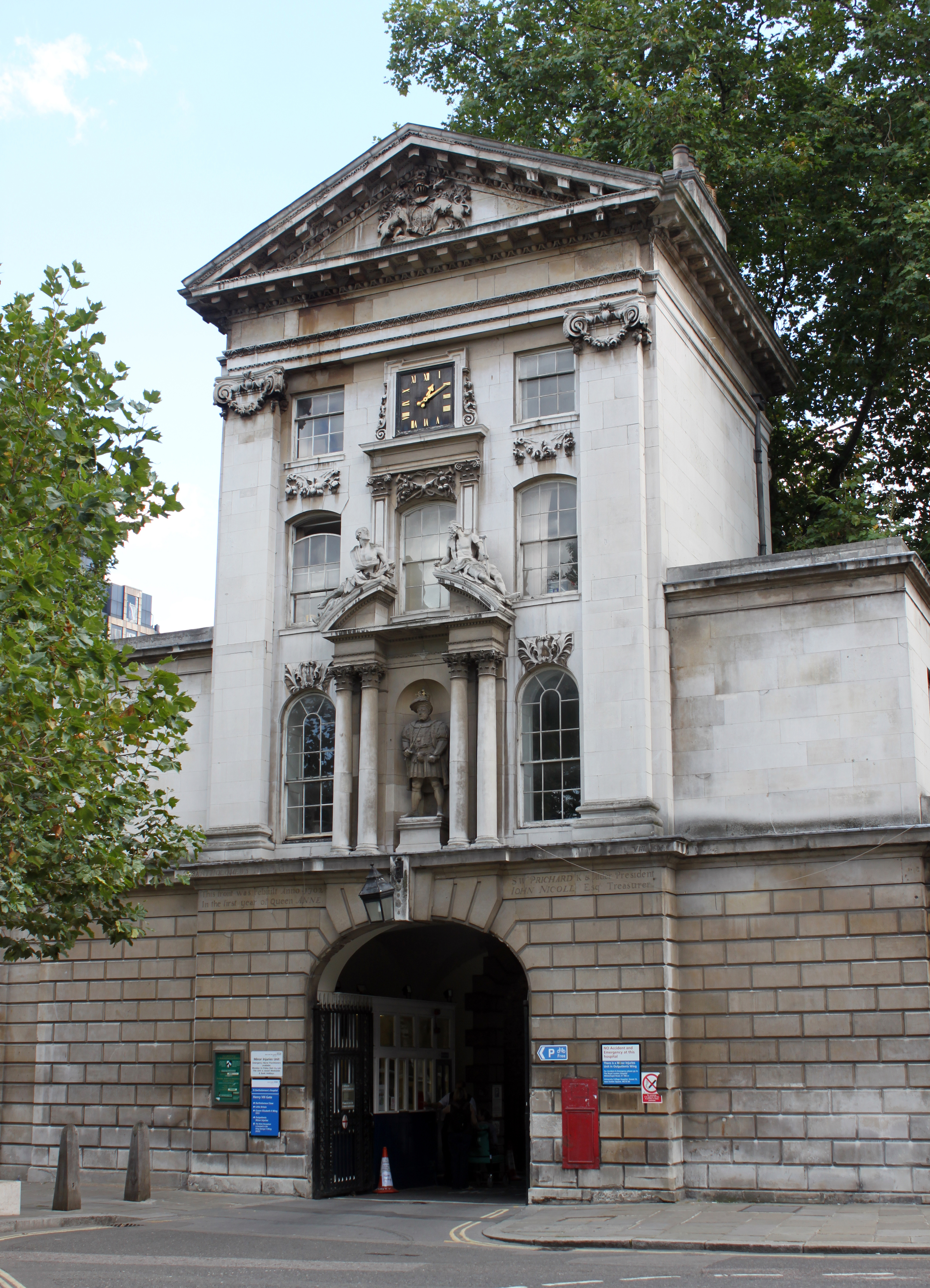
Главный вход в госпиталь св. Варфоломея с расположенной над ним статуей Генриха VIII

Больница Святого Варфоломея, Бартс (англ. St Bartholomew's Hospital, Barts) — больница в Лондонском Сити в районе Смитфилд. Основанный в 1123 году, Бартс является старейшей больницей Лондона и старейшей в Великобритании среди сохранивших своё первоначальное расположение. Деятельностью больницы управляет Barts and The London NHS Trust, которой также принадлежат Royal London Hospital и London Chest Hospital.

## История
Бартс был основан в 1123 году священником Раэри (ум. в 1144 году и похоронен в расположенной неподалёку Большой церкви Святого Варфоломея), фаворитом короля Генриха I, при поддержке епископа Лондона Ричарда де Боми и самого короля. В 1305 году рядом с госпиталем был казнён Уильям Уоллес, о чём свидетельствует установленная в 1956 году табличка на стене здания.
Роспуск монастырей, имевший место при Генрихе VIII, не отразился на функционировании Бартса как госпиталя, но подорвал его доходную базу. Этот вопрос был решён в декабре 1546 года, когда король передал больницу Лондонскому Сити, что было подтверждено грамотой в январе следующего года. Госпиталь получил официальное название «Учреждённый Генрихом VIII странноприимный дом в Западном Смитфилде в пригородах Лондонского Сити» (англ. House of the Poore in West Smithfield in the suburbs of the City of London of Henry VIII's Foundation), однако это название никогда широко не употреблялось. Первым суперинтендантом больницы был хирург и анатом Томас Викарий (ок. 1490—1561). В этот период был определён район, обслуживаемый госпиталем, соответствующий приходу Малой церкви Святого Варфоломея.
В 1730-х годах Дж. Гиббс спроектировал главный двор здания, из четырёх блоков которого к настоящему времени сохранились три. Строительство продолжалось до 1769 года, а в 1859 году в центре двора был помещён фонтан и разбит небольшой сад.
В 1843 году при больнице был открыт St Bartholomew’s Hospital Medical College, хотя уже при Дж. Абернети в начале XIX века там был оборудован анатомический театр. С 1995 года колледж относится к Университету королевы Марии.
На 1872 год Бартс имел 676 больничных коек и обслуживал примерно 6000 стационарных пациентов в год, а также 101,000 приходящих, что приносило годовой доход в £40,000. В 1993 году был опубликован отчёт, согласно которому в центральном Лондоне было слишком много больниц. Бартс был идентифицирован как госпиталь, чья зона обслуживания имеет малочисленное население, вследствие чего госпиталю угрожало закрытие. В результате общественной кампании часть подразделений госпиталя удалось сохранить.
В 1918 году сэр Н. Мур издал двухтомную историю госпиталя.

## Музей
При больнице действует музей, открытый со вторника по пятницу. В нём можно проследить развитие технологий здравоохранения и историю госпиталя. На полпути экспозиции расположена дверь, ведущая в парадный холл и главную лестницу, на стенах которой находятся две фрески У. Хогарта — Бассейн Вифезды (1736) и Добрый самаритянин (1737). Эти фрески были нарисованы Хогартом бесплатно с целью доказательства равенства английских живописцев итальянским в мастерстве. Хотя Хогарту и не удалось добиться желаемого результата, эти работы относятся к его самым успешным в этом жанре, а сам художник был назначен управляющим госпиталя.
Парадная лестница ведёт в барочный Главный зал, стены которого в основном заняты табличками, перечисляющими жертвователей госпиталю и размеры их пожертвований. Живописных полотен в зале не много и они расположены на передвижных стендах.

## В искусстве
Расположенная над воротами Бартс статуя Генриха VIII является единственной доступной публике в Лондоне. Созданная в 1702—1703 годах, вероятно, Ф. Бёрдом, она следует образу этого короля, созданному Х. Гольбейном в не сохранившейся фреске, находившейся в Тайной палате Уайтхолла. В ходе реставрации, выполненной в 1987—1988 годах, были обновлены корона и скипетр статуи.
Бартс также известен как место первой встречи Шерлока Холмса и доктора Ватсона — альма-матер последнего, описанной в повести А. Конан Дойля «Этюд в багровых тонах». Это обстоятельство помогло госпиталю получить пожертвование в размере £650 от токийского «Sherlock Holmes Appreciation Society» в рамках кампании Save Barts в 1990-х.
В последнем эпизоде второго сезона сериала «Шерлок» «Рейхенбахский водопад» Холмс изображает падение с крыши больницы, что соответствует развязке рассказа «Последнее дело Холмса».